# Château Suève de Brindisi
Le château Svève (italien : castello svevo di Brindisi ou Casyello grande ou Castello di terra ou Castello svevo-aragonese ou Castello di Mare) est un château qui se trouve à Brindisi dans la province de Brindisi (Pouilles) et dont l'origine remonte au XIIIe siècle.
L'édifice fortifié se situe à proximité du centre historique de Brindisi.

## Histoire

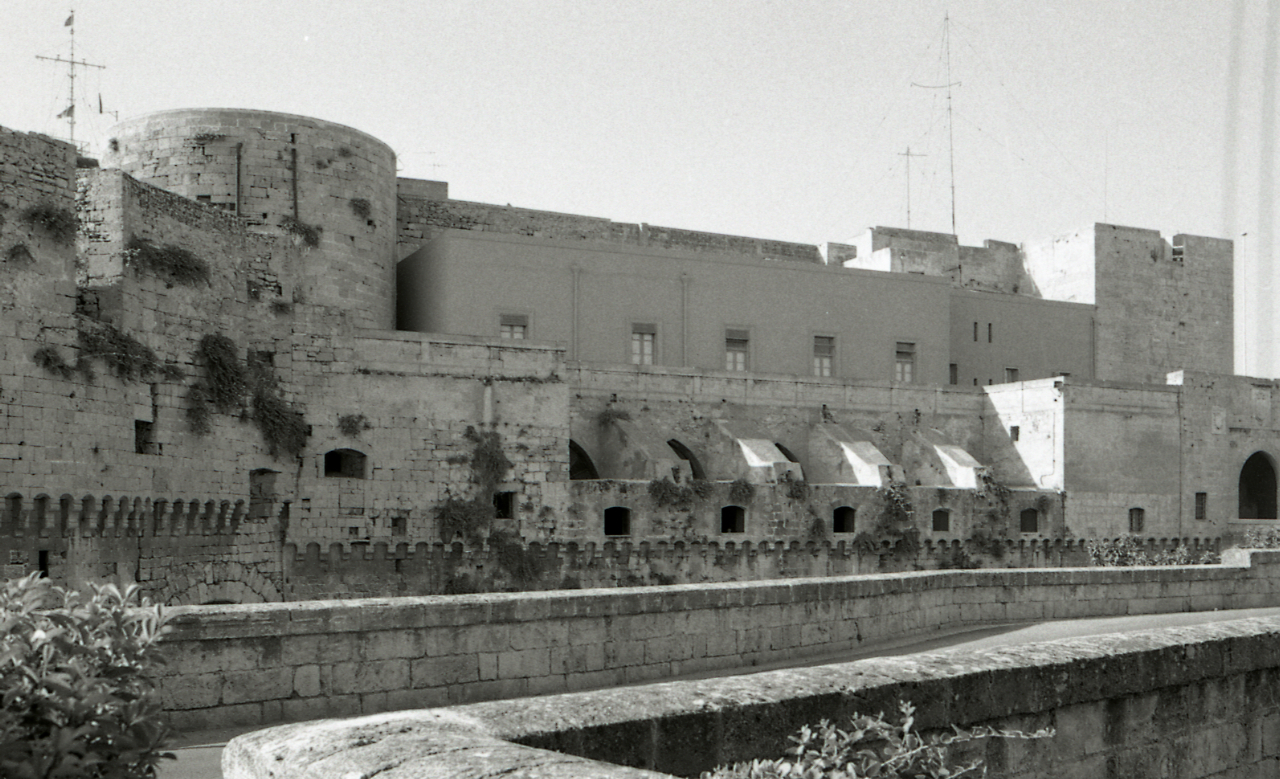
Photo par Paolo Monti, 1970

L'origine de la construction date de l'époque suève en Italie. Richard de San Germano la situe aux alentours de  1227, année qui atteste la présence de Frédéric II à Brindisi, entre son mariage avec Yolande de Brienne (1225) et son départ  pour la croisade (1228). Les historiens locaux estiment que pour la construction du château ont été réutilisés des matériaux spolia issus d'anciennes constructions romaines, en particulier ceux de l'amphithéâtre. 
Les archives confirment que Charles Ier d'Anjou a chargé l'architecte Pierre d'Angicourt de restructurer le château en réhaussant les tours et en construisant dans l'enceinte le « palais royal » (1272-1283).  
Ferdinand Ier de Naples a entrepris la première extension du château au cours de la première moitié du XVe siècle. Ces travaux étaient rendus nécessaires par l'apparition des canons et armes à feu. À cet effet est construite une nouvelle muraille circulaire plus basse et plus épaisse flanquée de tours basses dotées de sabot. L'ancien fossé fut couvert de voûtes et adapté au  logement de soldats et en cas de danger de la population . 
En 1496, le château et la ville est sous « protectorat » de la république de Venise. En cette période le château est décrit comme « Beau et puissant, dominant la ville et les autres châteaux ». 
En 1526, Giovanni Battista Pignatelli apporte d'autres modifications à l'édifice. 
Au cours de la même époque, la ville et le château ont subi le siège des forces de la ligue de Cognac contre Charles Quint: les chroniques réfèrent que la cité prise par la ligue a été bombardée par l'artillerie du château sans aucune considération pour la population civile.  
Par la suite, les fortifications ont été renforcées par la construction de deux grands « puntoni», bastions poligonaux orientés vers le port.
Au cours des XVIIIe et XIXe siècles, le château a été utilisé d'abord comme centre pénitentiaire, puis comme siège du centre de commandement de la Marine de guerre en conservant la structure intacte.

## Description

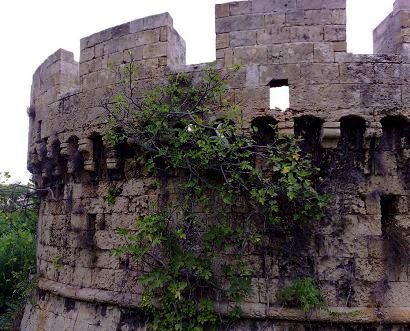
Detail de tour

Le château se développe autour d'une cour de forme quadrangulaire trapézoïdal entouré d'une haute muraille surmontée d'une tour principale servant d'entrée et de six autres tours, deux de forme circulaire, trois quadrangulaires et une pentagonale. Cet ensemble date de la période de la maison de Hohenstaufen. 
La cour extérieure qui date des XVe – XVIe siècles comporte les grandes tours défensives circulaires, équipées de canons du Moyen Âge tardif et de la Renaissance.